# CK HPB-Čudnovati čunjaš
Curling klub HPB-Čudnovati čunjaš je hrvatski curling klub iz Zagreba.  
Utemeljen je 2004. godine.
Na prvom PH u curlingu 2006. osvojili su drugo mjesto.
Na drugom PH u curlingu održanom 2007. su bili treći, iza Zagreba i Visa.
Na Beogradskom Curling Cupu, 30. i 31. siječnja 2011. godine, osvojili su 2. mjesto, igrajući u kombiniranom sastavu zajedno s beogradskim curlingaškim klubom Vukovima. Kombinirani sastav je nastupao pod imenom "Čudnovati čunjaš i Vukovi". Jedan od razloga je taj što je beogradski sastav, Vukovi neposredno prije turnira odustao od natjecanja. Na putu do završnice su bili neprikosnoveni, pobijedivši u svim susretima, uključujući i onu protiv mađarskog sastava Seniora. U završnici su izgubili od beogradskog sastava Ušća.

## Vanjske poveznice
- Klupski blog